# تاج‌الدین احمد
تاج‌الدین احمد (بنگالی: তাজউদ্দিন আহমেদ؛ ۲۳ ژوئیهٔ ۱۹۲۵ – ۳ نوامبر ۱۹۷۵) یک سیاست‌مدار اهل بنگلادش که از ۱۱ آوریل ۱۹۷۱ تا  ۱۲ ژانویه ۱۹۷۲ سمت اولین نخست وزیر این کشور را برعهده داشت.